# Ivankiv (huyện)
Ivankiv (tiếng Ukraina: Іванківський район, chuyển tự: Ivankivs'kyi raion) là một huyện của tỉnh Kiev thuộc Ukraina. Huyện Ivankiv có diện tích 3616 km², dân số theo điều tra dân số ngày 5 tháng 12 năm 2001 là 35.374 người với mật độ 10 người/km². Trung tâm huyện nằm ở Ivankiv.